# Древесный уж
Древесный уж, или американский лесной уж, или зипо, или кутимбойа (лат. Chironius carinatus) — вид змей из семейства ужеобразных, обитающих в Новом Свете.

## Описание
Общая длина колеблется от 2 до 3 м, средняя длина — 2,2 м. Голова небольшая, туловище стройное, сжатое с боков. По бокам есть в разной степени выраженные продольные кили, образованные перегибами отдельных брюшных щитков на бока туловища. Спина окрашена в густой тёмно-зелёный цвет, брюхо жёлтого или жёлто-зелёного цвета. Своим окрасом и тонким туловищем имитирует ветки деревьев или лианы.

## Образ жизни
Населяет густые кустарниковые заросли вблизи водоёмов и среди болот. Одинаково стремительно и ловко движется по земле и ветвям, хорошо плавает. Активен днём, питается земноводными, птицами, мелкими млекопитающими, изредка рыбой.
При испуге может делать длинные прыжки в сторону врага и яростно кусаться.

## Размножение
Это яйцекладущая змея. Самка откладывает до 10—15 яиц.

## Распространение
Обитает в Коста-Рике, Панаме, Бразилии, Колумбии, Эквадоре, Гвиане, Перу, Венесуэле, на островах Тринидад, Гваделупа, Сан-Винсент.

## Галерея

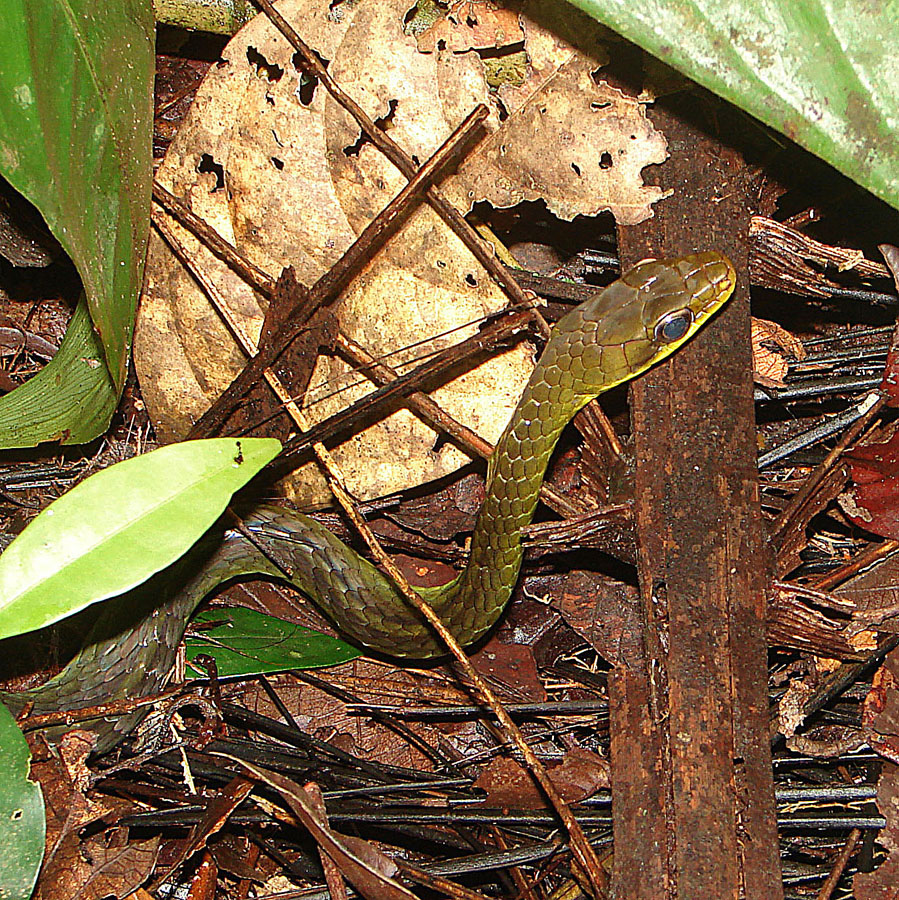
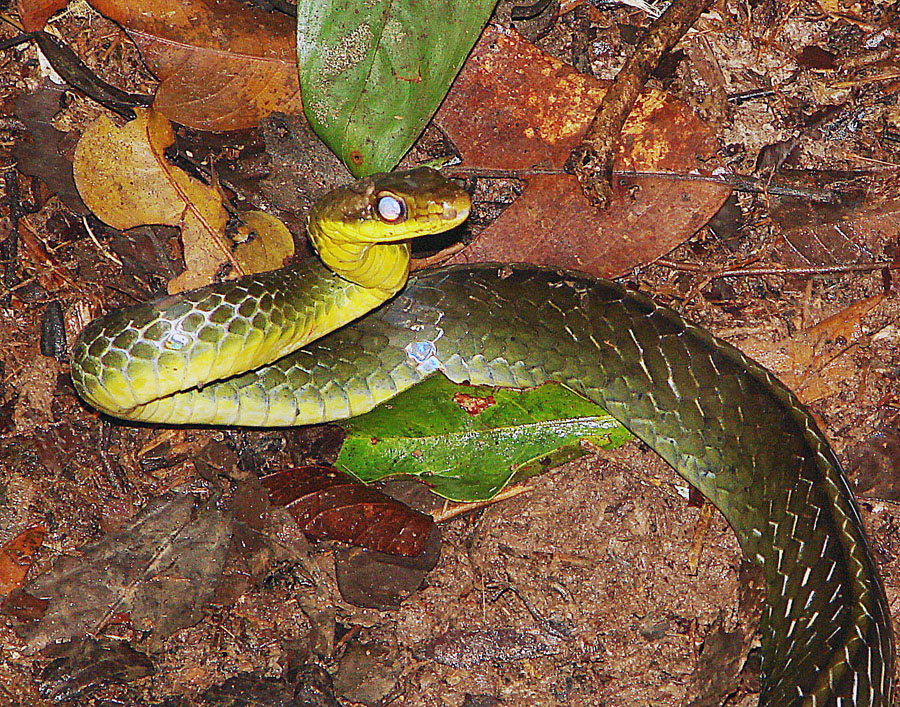
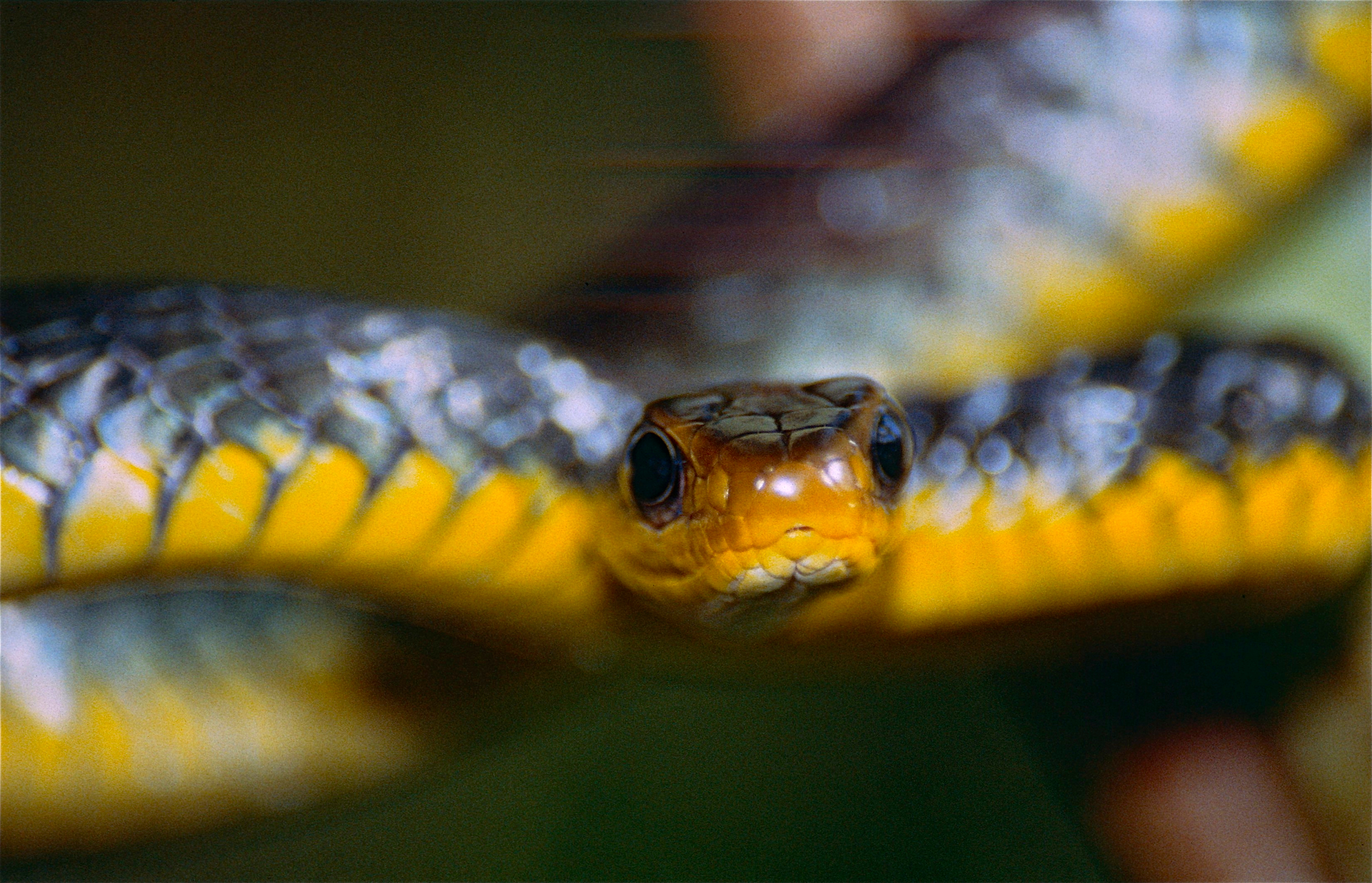